# Primassen
Primassen ist eine Streusiedlung in der Marktgemeinde Kirchschlag im Bezirk Zwettl in Niederösterreich.
Der Ort befindet sich westlich von Scheib an der Verbindungsstraße zwischen den Landesstraßen L7189 und L7188, 2025 gab es hier 5 Wohnadressen.
Das Hochmoorgebiet wurde auch Brennmais oder Brettmaissen genannt und stellt das Quellgebiet der Kleinen Krems dar.

## Geschichte
Der Ort entstand nach 1850 auf den Gründen der Katastralgemeinde Braunegg, die Gegend wird aber bereits im Franziszeischen Kataster aus dem Jahr 1823 als Brettmassen genannt. Seit 1954 ist sie offizieller Teil der Marktgemeinde Kirchschlag.